# Piper pseudoglabrescens
Piper pseudoglabrescens är en pepparväxtart som beskrevs av Trel. & Yunck.. Piper pseudoglabrescens ingår i släktet Piper och familjen pepparväxter. Inga underarter finns listade i Catalogue of Life.